# ليستير هاموند جونيور
ليستير هاموند جونيور (بالإنجليزية: Lester Hammond, Jr.)‏ هو عسكري أمريكي، ولد في 25 مارس 1931 في وايلاند في الولايات المتحدة، وتوفي في 14 أغسطس 1952 في Kimhwa County ‏ في كوريا الشمالية.